# Just d'Urgell
Just d'Urgell (lloc disputat, c. 527 — La Seu d'Urgell, 28 de maig de 546) és el bisbe més antic del bisbat d'Urgell de qui es té notícia. És venerat com a sant per diverses confessions cristianes. Fou venerat com a sant a la Seu d'Urgell abans del segle xi, ja que tenia un altar dedicat a la catedral romànica. No se sap, però, on s'enterraren les seves restes, i probablement ho foren a la catedral. Aquest prelat s'esmenta en el martirologi romà, en el dia 28 de maig, essent-ne la seva festivitat litúrgica, des d'antic, és el 28 de maig.
Gairebé no se'n tenen dades. Tres dels seus germans també van ser bisbes: Justinià de València, Nebridi d'Ègara i Elpidi d'Osca, tot i que alguns diuen que fou bisbe de Cotlliure. A Just i els seus tres germans els fan naturals de València Marieta, Escolano i el pare Mariana; però com no al·leguen cap raó sòlida, queda sempre igual dret per a Catalunya, d'on van ser bisbes Just i Nebridi, i a criteri de Torres i Amat sembla preferible el judici d'Ambrosio de Morales, que sent bisbe d'allà, això és, de la corona d'Aragó, serien d'alguna de les seves tres províncies. I sent dos d'ells d'Urgell i Ègara, potser Elpidi de Cotlliure, té Catalunya més dret que València per contar-se entre els seus fills. Apareix en la documentació del Concili II de Toledo (527) i en la del de Lleida (546), i participà en els de Mèrida i València.
Fou autor, entre altres escrits, d'un comentari al·legòric al Càntic dels Càntics, fet a partir del text llatí de la Vulgata, impresa a Hainaut a 1529, hi havia un còdex manuscrit a la biblioteca reial, l'envià sant Just al bisbe de Tarragona Sergi acompanyada d'una carta molt atenta i submisa que li va escriure en 535 perquè la llegís i esmenés, ja que es subjectava a la seva censura.
Villanueva publicà un sermó, que va trobar en un còdex santoral o leccionari en foli, vitel manuscrit en lletra gòtica cursiva de començament del segle xi, que es conserva a l'església de Roda d'Isàvena. Abans ja l'havia vist el mateix Villanueva a l'arxiu del monestir de Bellpuig de les Avellanes en un còdex o breviari escrit a principi del segle xiii, en què hi havia un sermó predicat per Sant Just en la solemnitat de Sant Vicent màrtir, i també va veure en el de Cardona alguns fragments del mateix escrit que va trobar a alguns fulls solts d'un altre breviari, on igualment s'atribueix al mateix autor.